# Archidiecezja Lusaka
Archidiecezja Lusaka (łac. Archidioecesis Lusakensis, ang. Archdiocese of Lusaka) – rzymskokatolicka archidiecezja ze stolicą w Lusace, w Zambii.
Na terenie archidiecezji pracuje 372 zakonników i 994 siostry zakonne.

## Sufraganii Lusaki
Archidiecezja Lusaka jest jedną z dwóch (obok archidiecezji Kasama) zambijskich archidiecezji. Sufraganami arcybiskupa Lusaki są biskupi diecezji:
- Chipata
- Kabwe
- Livingstone
- Mongu
- Monze
- Ndola
- Solwezi

## Historia

### Polska misja
Rodezja Północna była pierwszą misją powierzoną przez Stolicę Apostolską wyłącznie polskim misjonarzom. Została ona zapoczątkowana już w 1912. W 1927 część terenów rozległej terytorialnie misji odstąpiono misjonarzom innych narodowości. Równocześnie misję przemianowano na Prefekturę Apostolską Broken Hill, której ordynariuszem został Polak o. Bruno Wolnik SI. Po rezygnacji Wolnika jego następcą został kolejny polski misjonarz – jezuita Adam Kozłowiecki. W latach 1950 – 1955 był administratorem, a następnie ordynariuszem wikariatu apostolskiego Lusaka. W 1959 został pierwszym arcybiskupem Lusaki. 29 maja 1969 złożył rezygnacje, aby arcybiskupem mógł zostać zambijski duchowny. 21 lutego 1998 jako pierwszy biskup służący w Zambii został kreowany kardynałem.

### Historia ogólna
W dniu 14 lipca 1927 erygowana została Prefektura Apostolska Broken Hill. Dotychczas wierni z terenów włączonych do nowej prefektury należeli do Prefektury Apostolskiej Zambezi (obecnie archidiecezja Harare). Prefektura Apostolska Broken Hill była drugą jednostką administracyjną Kościoła rzymskokatolickiego w Rodezji Północnej (dzisiejszej Zambii) po powstałym w 1913 Wikariacie Apostolskim Bangueolo (obecnie archidiecezja Kasama).
W latach 30. XX wieku w miarę rozwoju Kościoła Rzymskiego w Rodezji Północnej z Prefektury Apostolskiej Broken Hill wyłączono dwie nowe prefektury apostolskie: 25 maja 1936 – Victoria Falls (obecnie diecezja Livingstone) i 8 stycznia 1938 – Ndola (obecnie diecezja Ndola).
13 czerwca 1946 zmieniono nazwę prefektury na Prefektura Apostolska Lusaka.
14 lipca 1950 prefekturę apostolską podwyższono do godności wikariatu apostolskiego i nazwano Wikariat Apostolski Lusaka.
W dniu 25 kwietnia 1959 papież Jan XXIII powołał pierwsze północnorodezyjskie diecezje. Wszystkie je, znajdujące się na terenie dzisiejszej Zambii, podporządkował wyniesionej w tym dniu do godności arcybiskupstwa Archidiecezji Lusaka. Stan taki trwał do 12 czerwca 1967, kiedy to powstała druga zambijska archidiecezja – Kasama.
10 marca 1962 z terenów archidiecezji Lusaka wyłączono diecezję Monze.
29 października 2011 z terenów archidiecezji Lusaka wyłączono diecezję Kabwe.

## Ordynariusze Broken Hill i Lusaki
- Bruno Wolnik SJ (17 października 1927 – 14 lipca 1950 zrezygnował)
- Adam Kozłowiecki SJ (14 lipca 1950 – 29 maja 1969 zrezygnował)
- Emmanuel Milingo (29 maja 1969 – 6 sierpnia 1983 odwołany[1])
- Adrian Mung’andu (9 stycznia 1984 – 30 listopada 1996 przeszedł w stan spoczynku)
- Medardo Joseph Mazombwe (30 listopada 1996 – 28 października 2006 przeszedł w stan spoczynku)
- Telesphore George Mpundu (28 października 2006 – 30 stycznia 2018 przeszedł w stan spoczynku)
- Alick Banda (od 30 stycznia 2018)